# Тусовщица (фильм)
«Тусовщица» (англ. Party Girl) — французский фильм-драма, режиссёров Мари Амашукели, Клер Бюрже и Самюэля Тейса, вышедший в 2014 году. Он выиграл Групповой приз в «Особом взгляде», а также премию «Золотая камера» Каннского кинофестиваля.

## Сюжет
Анжелике шестьдесят лет, но она всё ещё любит веселье и мужчин. Она зарабатывает на жизнь тем, что разводит мужчин на выпивку в кабаре у немецкой границы. Со временем клиентов становится всё меньше и меньше. И тут Мишель — её постоянный клиент, предлагает Анжелике выйти за него замуж.

## В ролях
| Актёр                 | Роль     |
| --------------------- | -------- |
| Соня Тейс-Лиценбургер | Анжелика |
| Жозеф Бур             | Мишель   |
| Марио Тейс            | Марио    |
| Самюэль Тейс          | Самюэль  |
| Северин Лиценбургер   | Северин  |
| Синтия Лиценбургер    | Синтия   |

## Награды и номинации
Фильм получил ряд наград и номинаций на различных кинофестивалях, в том числе:

### Награды
- Премия Каннского кинофестиваля — Золотая камера в номинации «Лучший дебютный фильм».
- Премия Каннского кинофестиваля — «Групповой приз» в «Особом взгляде»

### Номинации
- Премия Каннского кинофестиваля — Квир-пальма.
- Премия Каннского кинофестиваля — «Главный приз» в «Особом взгляде»